# Bahnstrecke Schaesberg–Simpelveld
| |                                                                          |                                                                  |                                                                  |
| Kursbuchstrecke (DB): | zuletzt 451                                                              |                                                                  |                                                                  |
| Streckenlänge: | 12,5 km                                                                  |                                                                  |                                                                  |
| Spurweite: | 1435 mm (Normalspur)                                                     |                                                                  |                                                                  |
| Stromsystem: | Landgraaf–Kerkrade Centrum: 1,5 kV =                                     |                                                                  |                                                                  |
| Streckengeschwindigkeit: | Landgraaf–Kerkrade Centrum: 80 km/h Kerkrade Centrum–Simpelveld: 40 km/h |                                                                  |                                                                  |
| |                                                                          |                                                                  |                                                                  |
| \| \| \| Strecke von Heerlen \| \| \| \| 0,0 \| Landgraaf bis 1986 Schaesberg \| Landgraaf bis 1986 Schaesberg \| \| \| \| Strecke nach Herzogenrath \| \| \| \| \| N 300 \| \| \| \| 2,1 \| Eygelshoven bis 1966 Hopel \| Eygelshoven bis 1966 Hopel \| \| \| 4,0 \| Chevremont \| Chevremont \| \| \| 5,7 \| Kerkrade Centrum ab hier seit 1995 Museumsbahn der ZLSM \| Kerkrade Centrum ab hier seit 1995 Museumsbahn der ZLSM \| \| \| \| Domaniale Mijn \| \| \| \| \| N 300 \| \| \| \| \| Wilhelm-Sophia-Mijn \| \| \| \| 8,0 \| Spekholzerheide von 1970 bis 1988 Kerkrade West \| Spekholzerheide von 1970 bis 1988 Kerkrade West \| \| \| \| Via Avantis (geplant) \| \| \| \| \| N 281 \| \| \| \| \| A 76 \| \| \| \| \| \| \| \| \| \| Strecke von Aachen (bis 1992) jetzt Museumsbahn ZLSM ab Vetschau \| \| \| \| \| \| \| \| \| 12,5 \| Simpelveld \| Simpelveld \| \| \| \| Strecke nach Maastricht \| \| |                                                                          |                                                                  |                                                                  |
| Strecke von rechts |                                                                          | Strecke von Heerlen                                              | Strecke von Heerlen                                              |
| Bahnhof | 0,0                                                                      | Landgraaf bis 1986 Schaesberg                                    | Landgraaf bis 1986 Schaesberg                                    |
| Kreuzung geradeaus oben |                                                                          | Strecke nach Herzogenrath                                        | Strecke nach Herzogenrath                                        |
| Strecke mit Straßenbrücke |                                                                          | N 300                                                            | N 300                                                            |
| Haltepunkt / Haltestelle | 2,1                                                                      | Eygelshoven bis 1966 Hopel                                       | Eygelshoven bis 1966 Hopel                                       |
| Haltepunkt / Haltestelle | 4,0                                                                      | Chevremont                                                       | Chevremont                                                       |
| Bahnhof | 5,7                                                                      | Kerkrade Centrum ab hier seit 1995 Museumsbahn der ZLSM          | Kerkrade Centrum ab hier seit 1995 Museumsbahn der ZLSM          |
| Abzweig geradeaus und ehemals von links |                                                                          | Domaniale Mijn                                                   | Domaniale Mijn                                                   |
| Strecke mit Straßenbrücke |                                                                          | N 300                                                            | N 300                                                            |
| Abzweig geradeaus und ehemals von rechts |                                                                          | Wilhelm-Sophia-Mijn                                              | Wilhelm-Sophia-Mijn                                              |
| Haltepunkt / Haltestelle | 8,0                                                                      | Spekholzerheide von 1970 bis 1988 Kerkrade West                  | Spekholzerheide von 1970 bis 1988 Kerkrade West                  |
| Abzweig geradeaus und ehemals nach links |                                                                          | Via Avantis (geplant)                                            | Via Avantis (geplant)                                            |
| Strecke mit Straßenbrücke |                                                                          | N 281                                                            | N 281                                                            |
| Strecke mit Straßenbrücke |                                                                          | A 76                                                             | A 76                                                             |
| |                                                                          |                                                                  |                                                                  |
| Abzweig geradeaus und von links |                                                                          | Strecke von Aachen (bis 1992) jetzt Museumsbahn ZLSM ab Vetschau | Strecke von Aachen (bis 1992) jetzt Museumsbahn ZLSM ab Vetschau |
| |                                                                          |                                                                  |                                                                  |
| Bahnhof | 12,5                                                                     | Simpelveld                                                       | Simpelveld                                                       |
| Strecke |                                                                          | Strecke nach Maastricht                                          | Strecke nach Maastricht                                          |

Die Bahnstrecke Schaesberg–Simpelveld, die auch Millionenlinie (niederländisch Miljoenenlijn) genannt wird, ist eine 12,5 km lange und 1934 eröffnete Eisenbahnstrecke zwischen Simpelveld und Schaesberg in der heutigen Gemeinde Landgraaf in der Provinz Limburg in den Niederlanden und verbindet die Bahnstrecke Aachen–Maastricht mit der Bahnstrecke Sittard–Herzogenrath. Der Name der einzigen Bergstrecke der Niederlande leitet sich von den hohen Baukosten ab, die insgesamt 12,5 Mio. Niederländische Gulden betrugen, da die hügelige Landschaft umfangreiche Erdarbeiten mit tiefen Einschnitten und hohen Dämmen erforderlich machte. Im Jahr 1988 wurde der Abschnitt von Simpelveld bis Kerkrade zunächst stillgelegt, aber bereits 1995 nach Übernahme durch die Zuid-Limburgse Stoomtrein Maatschappij (ZLSM) als Museumsbahn wieder eröffnet. Regulärer Personenverkehr findet derzeit lediglich auf dem seit 1986 elektrifizierten Teilstück zwischen Landgraaf und Kerkrade-Centrum statt. Dieser Abschnitt wurde ab 2007 durch das Unternehmen Veolia Transport betrieben, welches im Halbstundentakt durchgehende Züge von Kerkrade über Heerlen und Valkenburg zur limburgischen Provinzhauptstadt Maastricht anboten. Seit 2016 wird im Halbstundentakt eine Zugverbindung von Sittard nach Kerkrade Centrum durch das Unternehmen Arriva durchgeführt.

## Geschichte
Die Idee der Anlage der Bahnstrecke Simpelveld–Schaesberg entstand aus der Notwendigkeit, eine weitere Zechenbahn zum Abtransport der Steinkohle aus den Gruben des Aachen-Limburger Reviers zu ihren Bestimmungsorten zu installieren. Nach Genehmigung des niederländischen Staates wurde 1924 mit dem Bau der zweispurigen Strecke begonnen, die über eine Tochtergesellschaft in den Händen der staatlichen Eisenbahngesellschaft Nederlandse Spoorwegen lag. Bedingt durch zahlreiche geologische und geografische Hindernisse auf dieser Strecke in Südlimburg, die auch als „Niederländische Schweiz“ bekannt ist, verzögerte sich der Ausbau bis 1934 und die Kosten stiegen für die Trasse, Wälle und Dämme, Brücken und Tunnel auf oben erwähnte 12,5 Millionen Gulden. Dabei konnte auch die vorhandene und bereits seit 1871 als Kohlenbahn in Betrieb genommene Teilstrecke von Simpelveld über Spekholzerheide zur  Domaniale Mijn in Kerkrade mit in den Streckenverlauf integriert werden. Schließlich wurde die Verbindung Simpelveld–Schaesberg am 15. Juni 1934 feierlich eröffnet.
Während des Zweiten Weltkrieges wurde eine der beiden Spuren stillgelegt und abgebrochen, wobei nach dem Krieg die verbliebene für den weiteren Betrieb wieder instand gesetzt wurde. Ab 1949 wurde die Strecke auch für den Personenverkehr freigegeben, da der Güterverkehr mit zunehmendem Zechensterben, spätestens mit Schließung der Domaniale Mijn im Jahr 1969, bedeutungslos wurde. Schließlich wurde 1986 die Teilstrecke Landgraaf–Kerkrade Centrum elektrifiziert. Zwei Jahre später, am 28. Mai 1988, kam dann das endgültige Aus für die Millionenlinie von Schaesberg nach Simpelveld und die Bahnstrecke musste stillgelegt werden.

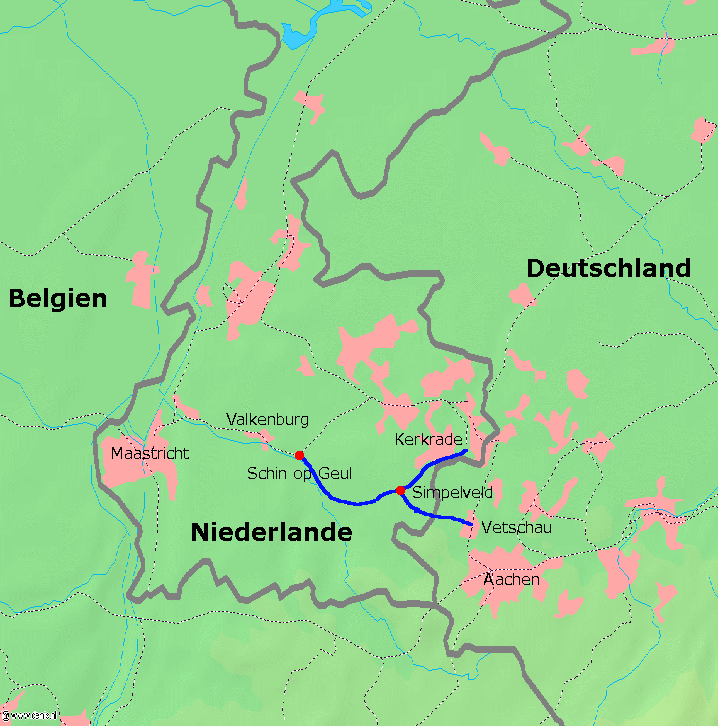
Museumsbahnenstrecken der ZLSM in Südlimburg

Wenige Wochen zuvor gründete sich am 24. März 1988 die „Zuid-Limburgse Stoomtrein Maatschappij“ mit Sitz in Simpelveld, die sich ausschließlich mit dem Erhalt und dem Betrieb historischer Eisenbahnlinien in Südlimburg befasst. Nach Einholen aller notwendigen Genehmigungen wurde am 28. Juli 1994 ein Abkommen zwischen der ZLSM und den Nederlandse Spoorwegen zur Einrichtung einer Museumsbahn auf der Strecke von Kerkrade-Centrum nach Simpelveld unterzeichnet, die schließlich 1995 eröffnet werden konnte. Darüber hinaus erhielt die ZLSM zugleich auch die Genehmigung, den nicht zur Millionenlinie gehörenden Abschnitt der seit 1992 stillgelegten Bahnstrecke Aachen–Maastricht von Schin op Geul über Simpelveld nach Vetschau als eigenständige Museumsbahn zu betreiben, wodurch ein Netz von historischen Bahnstrecken entstanden ist, die mit regulären Bahnstrecken verbunden sind und miteinander kombiniert werden können. 2007 wurde eine Weiche in Schin op Geul wieder eingebaut, so dass durchgehende Fahrten auch nach Valkenburg aan de Geul auf der alten Bahntrasse der Bahnstrecke Aachen–Maastricht wieder möglich sind, wodurch eine weitere Verbindung zur seit 1914 vorhandenen Strecke und später elektrifizierten Bahnstrecke Heerlen–Schin op Geul entstand. Zum Einsatz auf der Millionenlinie kommen dabei unter anderem schwedische Dampflokomotiven und Uerdinger Schienenbusse.
Nachdem die ZLSM im Jahr 2012 Liquiditätsprobleme bekam, erwarben die Provinz Limburg und die vier Anliegergemeinden Valkenburg, Simpelveld, Kerkrade und Gulpen-Wittem die Strecke am 12. Dezember 2013 und sicherten mit notwendigen Investitionen in die kostspielige Wartung der Infrastruktur den Erhalt der Strecke zu.
Sowohl auf niederländischer als auch auf deutscher Seite wurde seit geraumer Zeit Planungen verfolgt, eine neue direkte Verbindung zwischen Aachen und Maastricht einzurichten, unter Einbeziehung des Campus West und des Gewerbepark Avantis sowie eventuell über Kerkrade-Centrum und von dort über die alte Millionenlinie nach Simpelveld. Allerdings gehen da die Vorstellungen über Streckenführung und Finanzierung weit auseinander und werden – wenn überhaupt – erst in unbestimmter Zukunft umgesetzt werden können.
Seit 2018 favorisiert die niederländische Seite den Ausbau der Bahnstrecke Sittard–Herzogenrath.

Millionenlinie
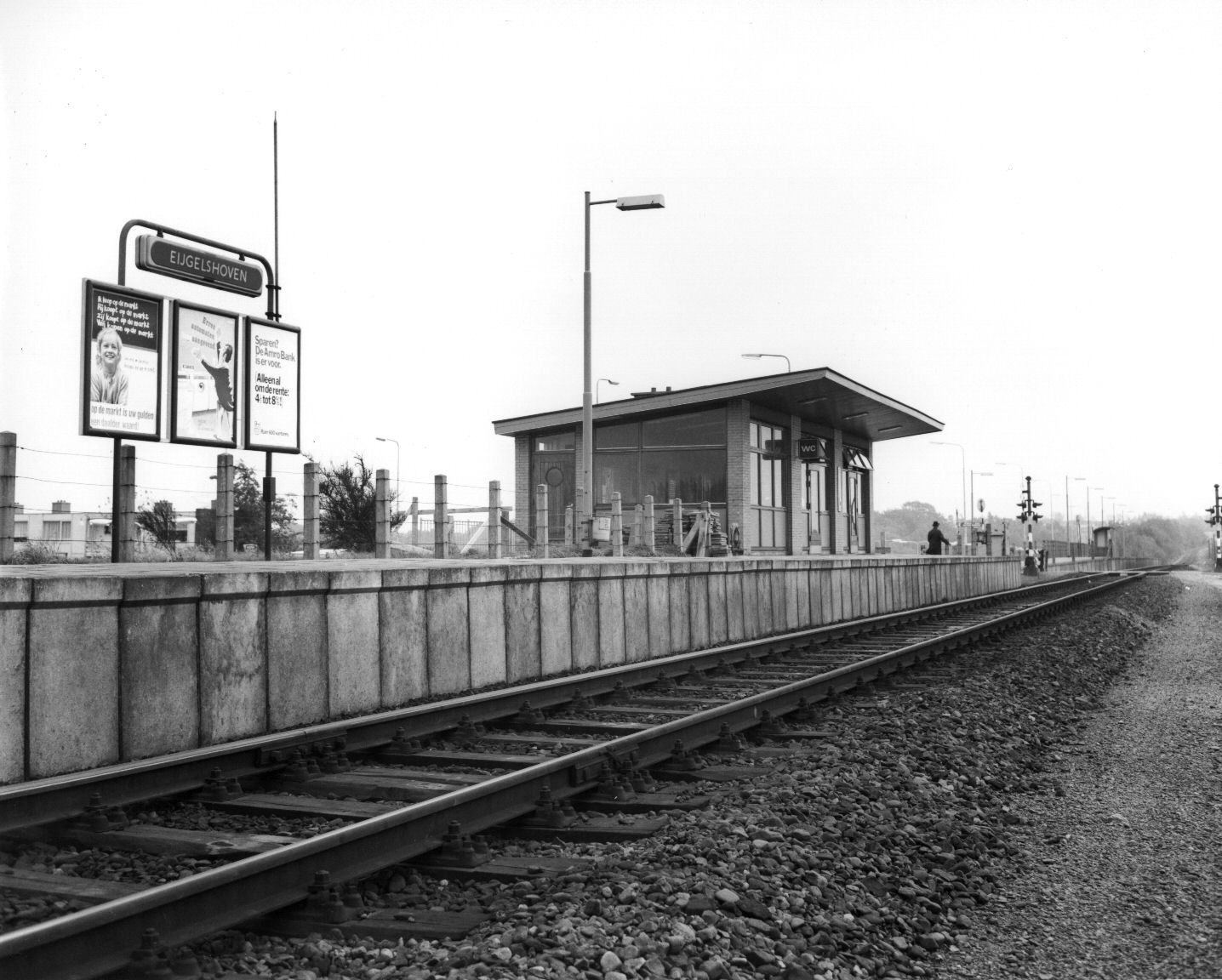
Haltepunkt Eygelshoven (1970)
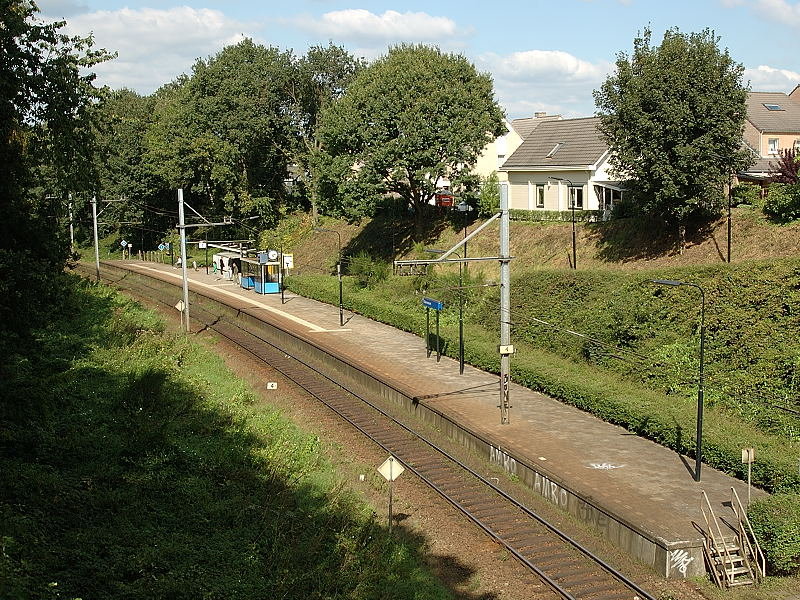
Haltepunkt Chevremont (2008)
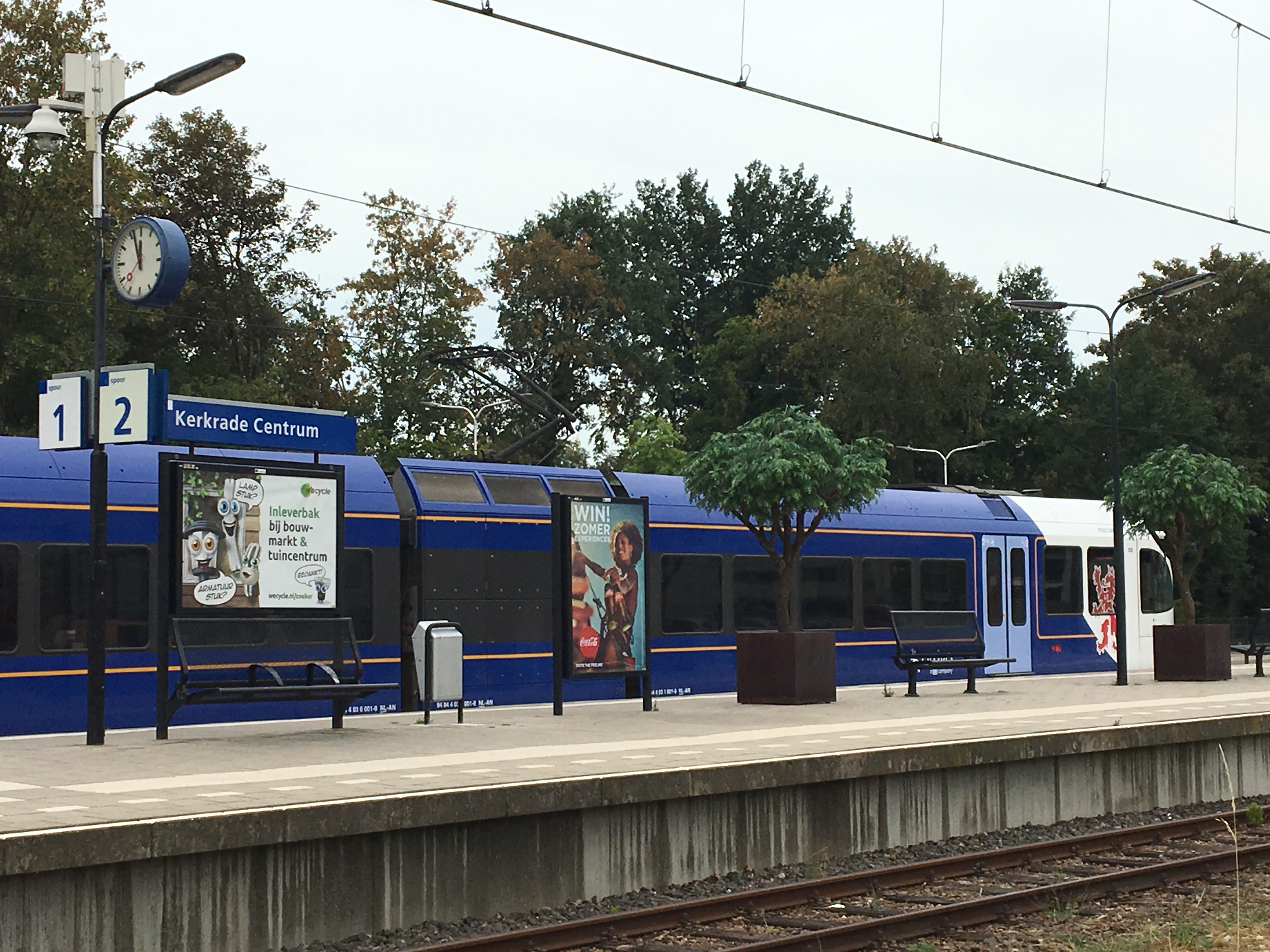
Bahnhof Kerkrade Centrum (2018)
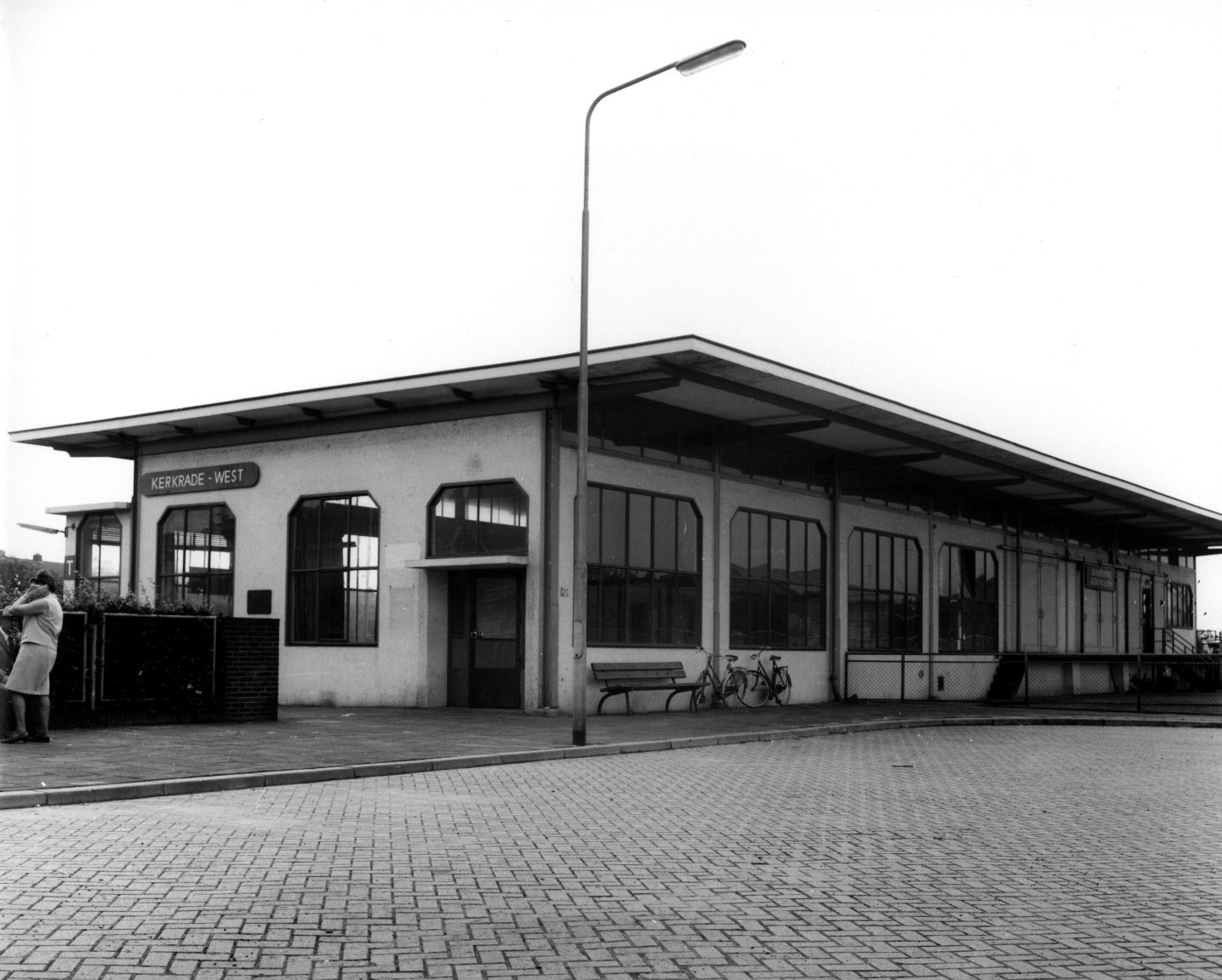
Bahnhof Kerkrade West (Spekholzerheide) (1970)
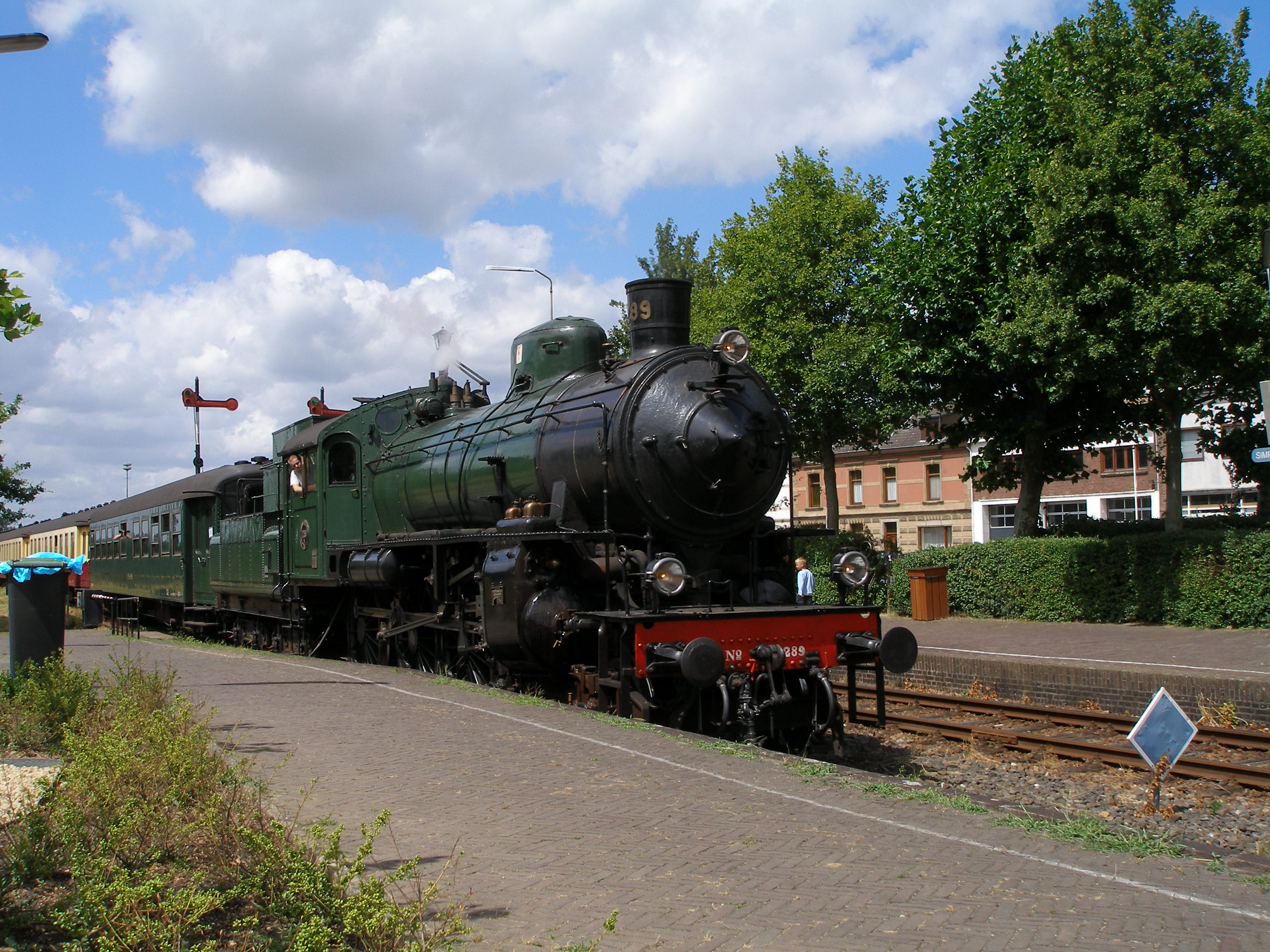
ZLSM-Dampflokomotive B 1289 im Bahnhof Simpelveld (2010)

## Streckenverbindungen
| Zugtyp                | Linienverlauf | Frequenz      |
| --------------------- | --- | ------------- |
| Arriva Stoptrein RS15 | Kerkrade Centrum – Chevremont – Eygelshoven – Landgraaf – Heerlen – Hoensbroek – Nuth – Schinnen – Spaubeek – Geleen Oost – Sittard | halbstündlich |